# Miroslav Němec (politik)
Miroslav Němec (30. prosince 1913 – ???) byl český a československý politik Komunistické strany Československa a poúnorový poslanec Národního shromáždění ČSSR a Sněmovny lidu Federálního shromáždění.

## Biografie
Ve volbách roku 1960 byl zvolen do Národního shromáždění ČSSR za Středočeský kraj jako bezpartijní kandidát. Mandát obhájil ve volbách v roce 1964. V Národním shromáždění zasedal až do konce jeho funkčního období v roce 1968.
K roku 1968 se profesně uvádí jako hlavní agronom JZD z obvodu Zruč nad Sázavou.
Po federalizaci Československa usedl roku 1969 do Sněmovny lidu Federálního shromáždění (volební obvod Zruč nad Sázavou), kde setrval do konce volebního období, tedy do voleb v roce 1971. V průběhu volebního období přešel do KSČ.